# 가남풍
폐후 가씨(廢后 賈氏, 257년 ~ 300년)는 서진 혜제의 황후로 가규의 손녀이자 가충의 딸이다. 이름은 가남풍(賈南風)이며, 시호는 혜문황후(惠文皇后)이나 황후의 자리에서 폐위 당하였다.
아명은 가시(賈峕)이다.

## 생애
가남풍은 작은 키에 허리가 굵고 피부가 검고 추한 용모를 가진 여인이었다. 당시 무제 사마염은 아들 사마충의 배필로 위관의 딸을 염두에 두고 있었고 가남풍과 비교해 보아도 위씨가 더 낫다고 생각했다. 위씨는 가남풍과는 정반대로 키가 매우 크고 피부가 시체처럼 창백했으며 허리도 매우 가늘고 팔다리가 길었다. 성격도 포악하고 자기밖에 모르는 가남풍과는 달리 위씨는 굉장히 유순했다.
하지만 태시 7(271년), 선비족 족장 독발수기가 침입하자 무제는 누구를 출전시킬지 고민하며 대신들에게 의견을 구했는데 가충에게 늘 불만을 품고 있던 임개가 가충을 천거하여 승리를 장담도 못하는 전투에 가게 되자 순욱이 묘안을 내어 여식을 태자비로 삼으면 전쟁터에 내 보내지 않고 더 중시할 것이다고 하여 열 다섯 살인 가남풍을 선택했다. 그러나 무제는 가충의 딸들이 못생긴데다 성격까지 무지막지하게 졸렬해서 선뜻 결정을 내릴 수 없었는데 가남풍의 어머니 곽씨의 뇌물을 받은 무원황후와 대신들이 하나같이 가남풍을 추천하자 무제도 어쩔 수 없이 가남풍을 며느리로 맞았다. 가충은 본래 딸들 중 가장 외모가 나은 가오(賈午)를 시집보내려 했지만 가오의 발육이 늦어 혼례복을 입힐 수가 없었기에 열 다섯이 된 가남풍을 택했다.
무제는 아들 사마충의 지능이 남보다 못하다는 것을 알고 있었기에 그것을 글로 시험해보고자 하였다. 가남풍은 이를 알고 장홍(張泓)을 불러 고문들을 이용한 답안을 작성하게 하고 사마충으로 하여금 이 답안을 베껴쓰게 했다. 무제는 사마충의 답안을 보고 만족하여 후계자를 바꿀 생각을 하지 않았다.
가남풍은 성격이 잔혹하고 질투심이 강해 사마충의 다른 후궁들을 잔혹하게 죽였다. 무제는 이것을 알고 크게 노하여 가남풍을 냉궁에 유폐하려 했지만 무도황후를 비롯한 측근들이 아직 태자비의 나이가 어려 저지른 짓이라고 감싸 이를 실행에 옮기지 않았다. 한편으로 가남풍이 후계자를 낳지 못하는 것을 걱정한 무제는 자신의 시녀인 사구를 아들에게 보냈고 사구가 무사히 아들을 낳자 크게 기뻐하며 사마충을 태자에서 폐위할 생각을 하지 않았다.
290년 무제가 죽고 사마충이 혜제로 즉위하자 가남풍은 황후가 되었고 사구의 아들 사마휼이 태자로 책봉되었다. 가남풍은 그동안 여러 번 자신을 도와준 태후(무도황후)의 아버지 양준(楊駿)을 비롯해 조정의 권력을 장악하고 있던 양씨 일족을 숙청하고 태후를 영녕궁에 유폐시켰다. 그 뒤에는 태후를 서인으로 강등시키고 금용성에 가두어 굶겨죽였다.
가남풍은 젊은 남자들을 궁 안에 불러들여 부정한 짓을 저질렀지만 혜제와의 사이에서 아들을 낳지는 못했다. 혜제와 사구 사이에서 태어난 태자 사마휼은 가남풍이 자신을 싫어하는 것을 알고 일부러 정사에 관심이 없는 척했다. 공부를 게을리하고 조회에도 출석하지 않았으며 심지어 궁중에서 노점을 벌이며 장사를 하는 척하기도 했다. 태자의 이러한 행동은 그의 의도와는 달리 사마휼의 평판을 떨어뜨리고 가남풍에게 태자를 폐위시킬 빌미를 제공했다. 가남풍은 여동생 가오와 그 남편 한수(韓壽)의 아들 한위조(韓慰祖)를 데려와 자신과 혜제 사이에서 태어난 아들이라고 주장했다. 가남풍의 어머니 곽씨는 임종에 앞서 사마휼에게는 해를 끼치지 말라고 타일렀지만 가남풍은 이를 듣지 않았다. 사마휼을 제거하기 위해 가남풍은 그에게 신경을 마비시키는 술을 먹이고 혜제와 자신을 죽이겠다는 내용의 글을 쓰게 했다. 이 일이 빌미가 되어 사마휼은 폐서인으로 강등당했고 허창으로 압송되었다. 가남풍은 자신의 정부인 태의령 정거에게 독약을 짓게 해 사마휼을 독살하려 들었으나 이에 실패하자 절굿공이로 때려 죽였다.
이처럼 전횡을 일삼던 가남풍은 무제의 숙부 조왕 사마륜과 손수 등에 의해 실각했다. 혜제는 가남풍을 폐서인으로 강등시켜 유폐시켰고 사마륜은 상서 유홍을 보내 가남풍에게 독이 든 술을 내렸다. 가남풍은 사마륜을 역적이라 비난하고 독주를 마신 뒤 죽었다(팔왕의 난).

## 가족 관계
- 조부 : 가규(賈逵)
  - 부 : 가충(賈充)
  - 시부 : 세조 무황제 사마염(世祖 武皇帝 司馬炎)
  - 시모 : 무원황후 양씨 양염(武元皇后 楊氏 楊艶)
  - 시계모 : 무도황후 양씨 양지(武悼皇后 楊氏 楊芷)
    - 남편 : 서진 혜제 사마충(西晋 惠帝 司馬衷)
      - 제1황녀 : 하동공주(河東公主)
      - 제2황녀 : 청하공주(淸河公主)
      - 제3황녀 : 시평공주(始平公主)
      - 제4황녀 : 애헌공주(哀献公主)

    - 황후(계후) : 혜헌황후 양씨 양헌용(惠獻皇后 羊氏 羊献容)
    - 빈 : 부인 사씨 사구(夫人 謝氏 謝玖)
      - 제1황자 : 민회태자 사마휼(愍懐太子 司馬遹)

## 참고 문헌
- 샹관핑, 《중국사 열전, 후비 - 황제를 지배한 여인들》, 달과소, 2008

| 전임 무도황후 양씨 양지 | 제3대 중국 서진 황후 (배우자 : 서진 혜제) 290년 - 300년 | 후임 혜헌황후 양씨 양헌용 |